# Mercedes-Benz O 405
 (août 2011).
Si vous disposez d'ouvrages ou d'articles de référence ou si vous connaissez des sites web de qualité traitant du thème abordé ici, merci de compléter l'article en donnant les références utiles à sa vérifiabilité et en les liant à la section « Notes et références ».
Le Mercedes-Benz O 405 est une gamme de bus du constructeur allemand Mercedes-Benz et sa filière bus, EvoBus. Née en 1984, la gamme O 405 se décline en sept versions : O 405 ; O 405 N ; O 405 NK ; O 405 G ; O 405 GN ; O 407 et O 408.
Le O 405 est aujourd'hui remplacé par le Mercedes-Benz Citaro.

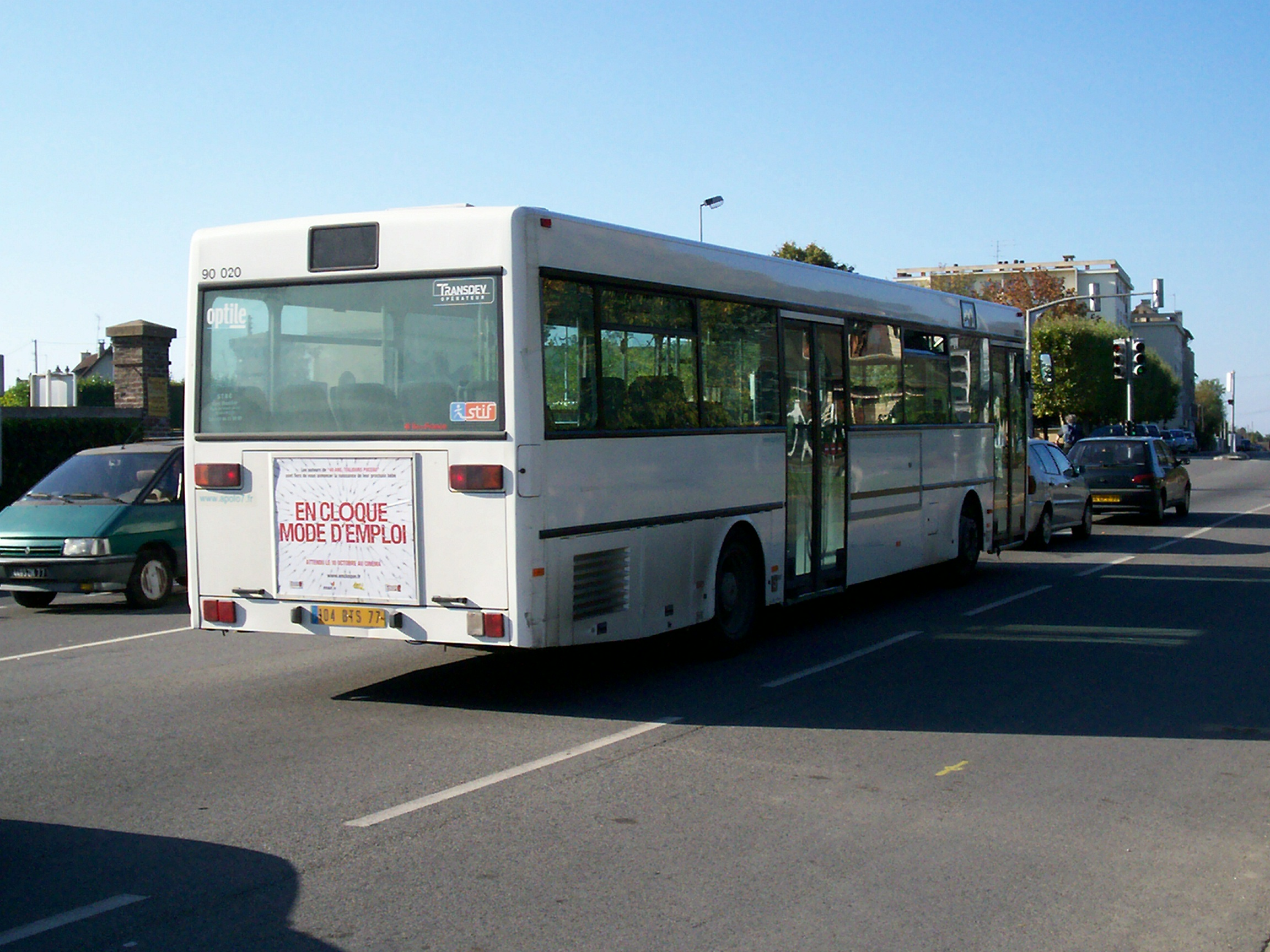
Face arrière

## Versions

### Midibus
Le O 405 NK est un midibus surbaissé, il est aujourd'hui remplacé par le Mercedes-Benz Cito, et dernièrement par le Citaro K (10.50m).

### Standards
Le O 405 est un bus standard et à plancher non-surbaissé. Il a été remplacé par le O 405 N.

Le O 405 N est un bus standard à plancher surbaissé. Il remplace le O 405.
- Caractéristiques techniques :
  - Longueur : 11,7 m
  - Largeur : 2,5 m
  - Hauteur : 2,93 m
  - Nombres de cylindres : 6
  - Puissance : 157 kW /214 ch
  - Moteur : MB-011 447 h Diesel

### Articulés

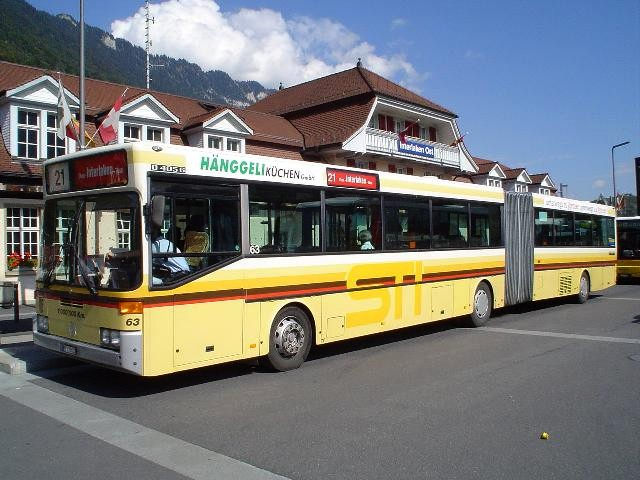
O 405 G

Le O 405 G est la version articulé du O 405 (plancher non-surbaissé). Il a été remplacé par le O 405 GN.

Le O 405 GN est la version articulé du O 405 N (plancher surbaissé), il existe également en version GNV. Il remplace le O 405 G.
- Caractéristiques techniques :
  - Longueur : 16,91 m
  - Largeur : 2,475 m
  - Hauteur : 3,13 m
  - Nombres de cylindres : 6
  - Puissance : 220 kW /290 ch
  - Nombre de tour nominal : 2 200 U/min
  - Nombre de places debout : 113
  - Nombre de places assises : 57

### Cars

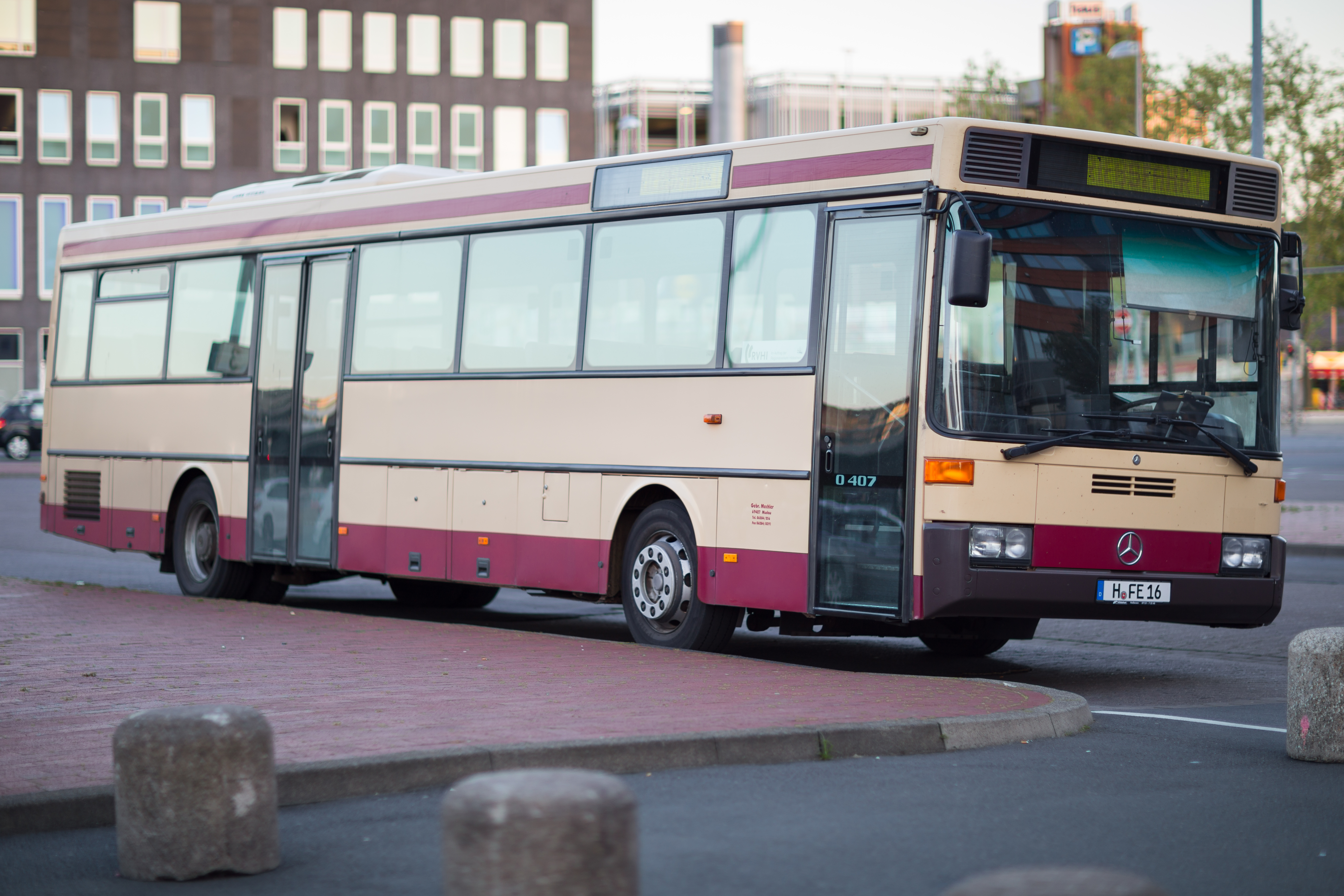
O 407

Les O 407 et O 408 sont les déclinaisons périrubaines et sub-urbaines du O 405. Il existe aussi quelques O 407 G (articulés).

### Trolleybus
Nommé O 405 GTZ.